# Michael Hinz
Michael Hinz (28. prosince 1939, Berlín – 6. listopadu 2008, Mnichov) byl německý herec. Vyrůstal v Berlíně a Hamburku. Hrál ve filmu Most, který získal Zlatý glóbus za nejlepší neanglicky mluvený film. Objevil se také ve filmu Nejdelší den. Jeho první manželkou byla Ingrid van Bergen, se kterou má dceru Carolin van Bergen, která se později stala herečkou. V roce 1967 se setkal s Viktorií Bramsovou a byli oddáni v roce 1968. Michael Hinz zemřel v roce 2008 na důsledek mozkové příhody, strávil své poslední tři týdny v kómatu.